# Caffè Baratti & Milano

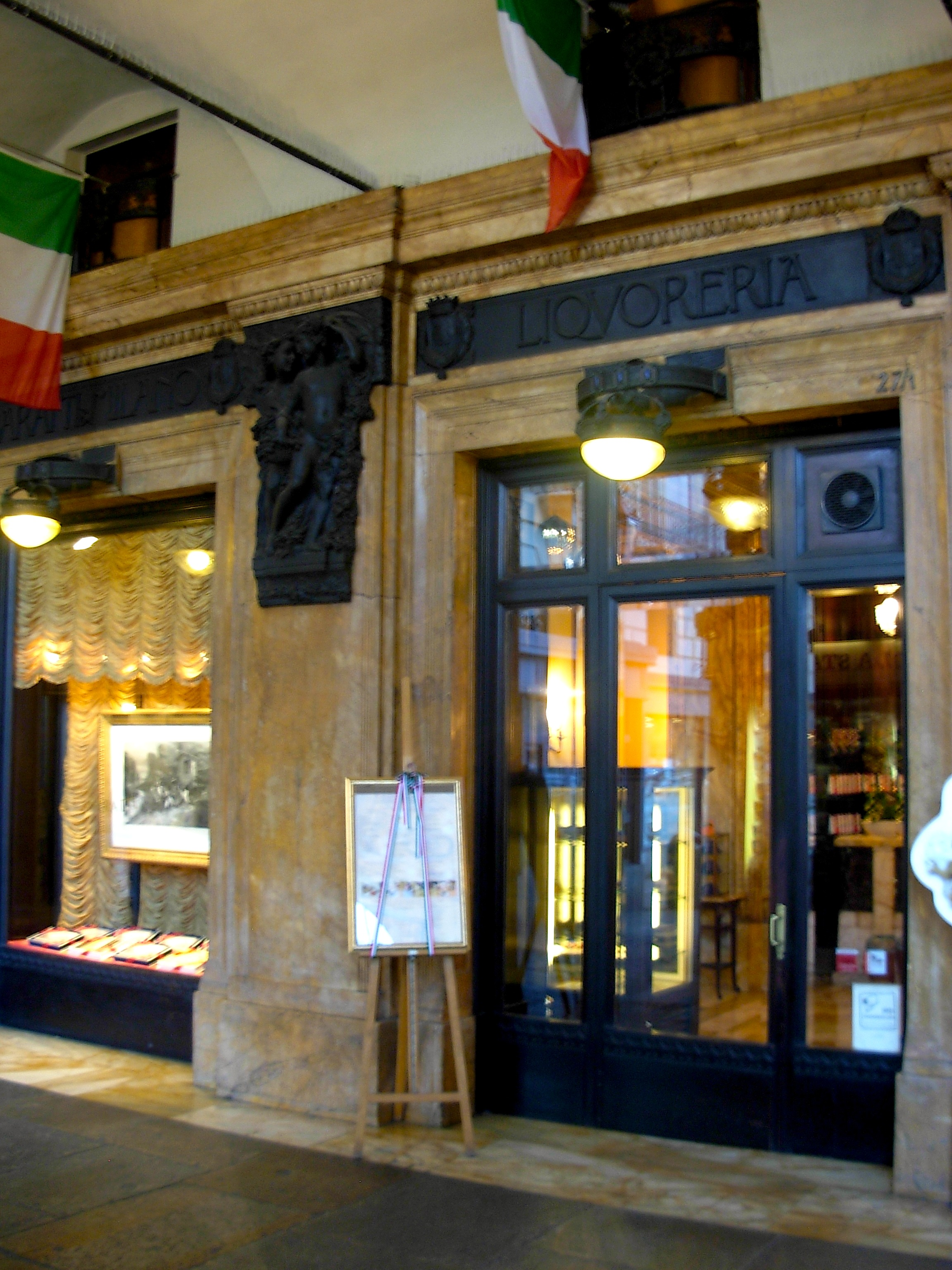
L'ingresso dai portici di piazza Castello.

Il Caffè Baratti & Milano è un caffè storico tra i più antichi e prestigiosi di Torino, situato nella centrale Galleria Subalpina, aperto sin dal 1875.

## Storia
Il celebre Caffè Baratti & Milano deve il suo nome a due confettieri canavesani: Ferdinando Baratti, originario di Piverone, ed Edoardo Milano, originario di Bollengo. Trasferitisi nella città sabauda nel 1858, essi aprirono un laboratorio di confetteria e pasticceria in via Dora Grossa 43, l'attuale via Garibaldi, destinato a divenire uno dei marchi più rinomati dell'industria dolciaria piemontese e italiana. Fu pertanto Ferdinando Baratti che creò il famoso cremino divenuto poi con il gianduiotto uno dei grandi classici fra i cioccolatini italiani.
Dato il crescente successo, nel 1875 la Baratti & Milano decise di trasferirsi più in centro, presso i locali nella nuovissima Galleria Subalpina, appena inaugurata. Il locale divenne presto ambìto luogo di ritrovo della borghesia e di intellettuali come D'Azeglio, Giolitti e Luigi Einaudi tanto che il successo crebbe a tal punto da ricevere la qualifica di «Azienda fornitrice ufficiale della Real Casa».
Il locale, come appare attualmente, è frutto del primo rifacimento a seguito dell'ampliamento del 1909, realizzato su progetto di Giulio Casanova e Pietro Fenoglio, con la collaborazione dello scultore Edoardo Rubino per quanto riguarda gli interni. Il risultato è un elegantissimo ambiente caratterizzato da un ampio uso di specchi, marmi, bronzi, dorature stucchi e mosaici che conferiscono al Caffè Baratti & Milano un ricco profilo architettonico e artistico, tanto da vederlo protagonista di varie citazioni in ambito letterario, nonché ricercata ambientazione di riprese cinematografiche.
Nel 1948 il locale riaprì i battenti, dopo un attento restauro, a seguito dei danni provocati dai bombardamenti nel 1944; nel 1985 il Ministero dei beni culturali ha posto il vincolo di tutela storica sul locale e sugli arredi.
Dopo alcuni riassetti societari della Baratti & Milano occorsi con il tempo, il marchio delle celebri caramelle "Barattine" e il locale stesso sono passati di proprietà prima al gruppo dolciario veneto "Toulà" e, nel 2003, al gruppo Novi, che ha finanziato anche l'ultimo restauro conservativo conclusosi l'anno successivo.